# Louis Dekker (Carré)

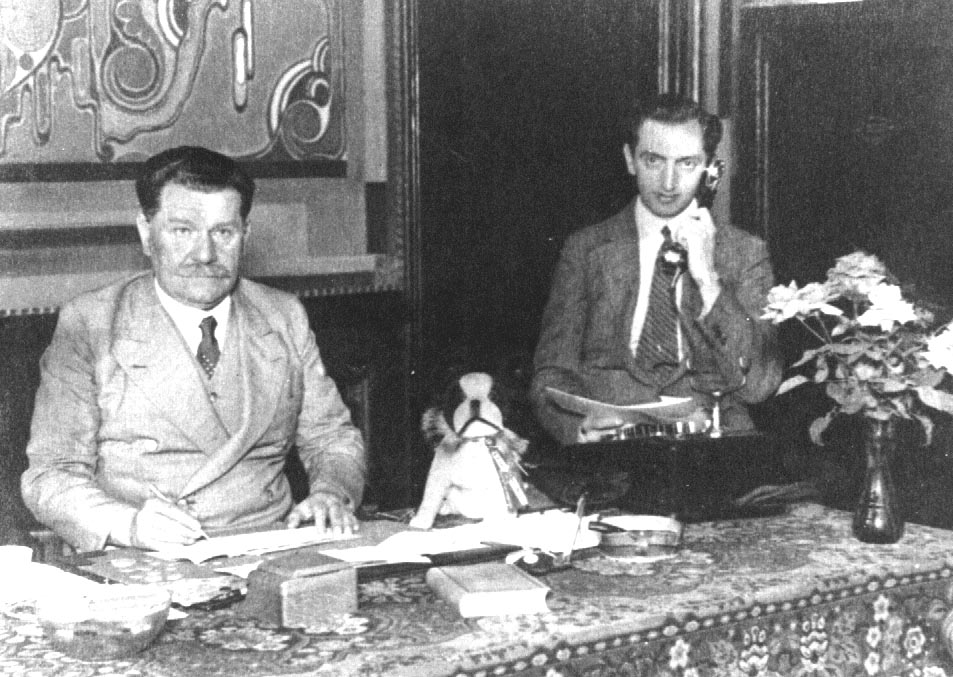
Directeur Alex Wunnink (links) samen met zijn assistent Louis Dekker in
Carré in 1929. Het hondje op het bureau was een cadeau van de diva Beppie de Vries vanwege de 'sprekende gelijkenis'

Eliazar "Louis" Dekker (Antwerpen, 10 juni 1902 – Amsterdam, 1996) was een bepalend medewerker bij Theater Carré. Hij begon in 1927 als administrateur bij Carré en was tot aan zijn vertrek in 1979 de 'man achter de schermen' en bedrijfsleider die – samen met directeur Alex Wunnink – aan de basis stond van het artistieke en commerciële succes van Carré.

## Loopbaan
Onbekend bij het grote publiek, was hij voor artiesten van naam en faam geliefd vanwege zijn aimabele persoonlijkheid en vooral vanwege zijn vermogen om onbekend talent te ontdekken en te begeleiden: "Er is een stopcontact. Er is een stekker. Zo functioneren ook Carré en Dekker". dichtte Toon Hermans ooit over hem.
Niet alleen Toon Hermans maar ook bijvoorbeeld Herman van Veen beschouwt Louis Dekker als de man die een beslissende invloed op het verloop van zijn carrière heeft gehad: "Louis Dekker was mijn artistieke vader: zonder hem had ik nooit kunnen worden wat ik nu ben..."
Ook Wim Kan hanteerde Louis Dekker als maatstaf: "Als Dekker jou goed vindt, dan bén jij ook goed" schreef hij ooit terug aan de toen nog totaal onbekende debutant Wim Ibo die - overigens tevergeefs - bij Kan solliciteerde.
Louis Dekker raadde Kan ernstig af in Carré op te treden "...omdat Carré niet geschikt was voor zijn talent...". Kan heeft zich altijd aan dat advies gehouden.

## Het geweten van Carré
Meer dan 50 jaar was Dekkertje bepalend in Theater Carré aanwezig. "Aanwezig' in de letterlijke zin van het woord. Hij was er gewoon altijd, Carré was niet compleet zonder Dekker. Iedere dag om exact kwart voor tien duwde hij de deur van Carré open; om vijf uur fietste hij naar huis om te eten en als het zeven uur werd, was hij alweer present totdat de voorstelling was afgelopen. Zeven dagen per week, week-in-week-uit, jaar-in-jaar-uit." Vanwege zijn ongelofelijke feitenkennis en fenomenale geheugen, maar vooral vanwege zijn artistieke integriteit, stond hij algemeen bekend als het geweten van Carré.